# 161
El 161 (CLXI) fou un any comú començat en dimecres del calendari julià. En aquell temps, era conegut com a any del consolat de Cèsar i Aureli (o, més rarament, any 914 ab urbe condita). L'ús del nom «161» per referir-se a aquest any es remunta a l'alta edat mitjana, quan el sistema Anno Domini esdevingué el mètode de numeració dels anys més comú a Europa.

## Esdeveniments
- 7 de març: inici del regnat de Marc Aureli, emperador romà (final l'any 180). Va associar el seu germà adoptiu i futur gendre, Luci Aureli Ver, amb l'imperi com a coemperador (161-169).[1]
- Fam a Itàlia.[2]

## Necrològiques
7 de març - Antoni Pius, emperador romà (n. 86 dC)